# NeoRAGEx

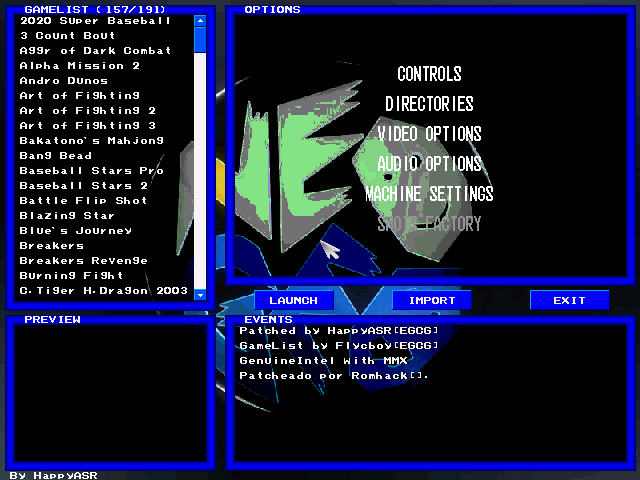
NeoRAGEx

NeoRAGEx是NeoRAGE，一个基于DOS命令行的NEOGEO系统模拟器软件(AES and MVS)的Windows版本。原始的NeoRAGE软件是第一个可运行的Neo-Geo模拟器，并能在奔腾200MMX和32兆内存的系统下以60帧运行大多数游戏(拳皇'99及以后的除外)。NeoRAGEx使用Starscream 680x0 模拟库作为它的CPU核心。
NeoRAGEx完全基于32位Windows系统，拥有漂亮的界面、游戏声音支持以及截屏工具的许多特点。其开发者仅在很少几个版本内，就创造出了如此优秀的Neo-Geo模拟器，这鼓舞并激发了众多其他模拟器在其基础上涌现(例如Nebula和Kawaks)。
NeoRAGEx的一个独特之处在于，它可以不依赖任何特殊支持或驱动之类即能运行大多数游戏，其他比如MAME，Nebula和Kawaks就不是这样。